# 盧班斯湖
56°46′N 26°52′E / 56.767°N 26.867°E

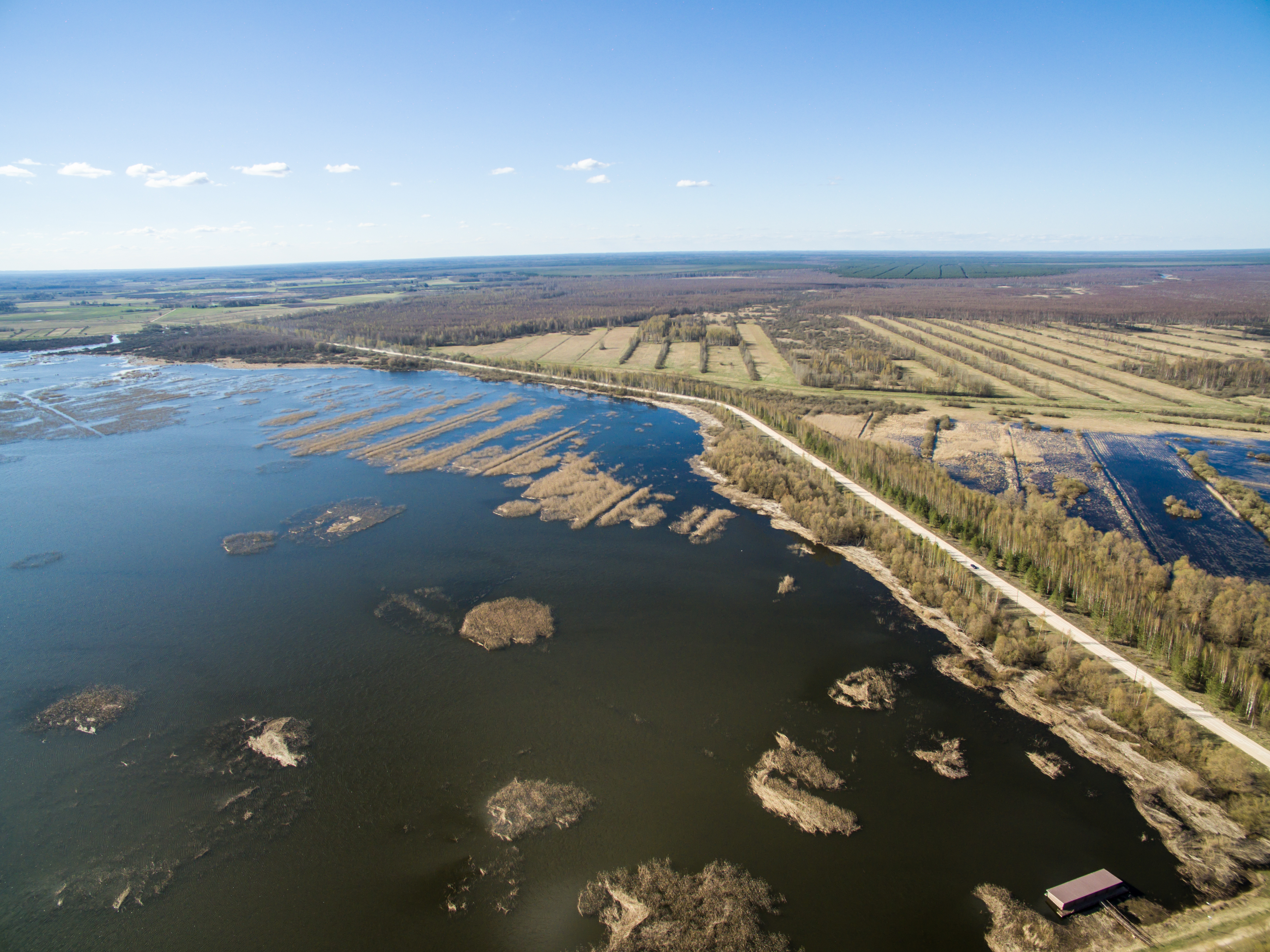
盧班斯湖

盧班斯湖（拉脫維亞語：Lubāns ezers）是拉脫維亞面積最大的湖泊，湖水經艾維埃克斯泰河流出，長15.7公里，面積82.1平方公里，集水區面積2,040平方公里，海拔高度90米，最大水深3.5米，是14種魚類的棲息地。

## 外部連結
- Geological details （页面存档备份，存于）